# Schipmolen

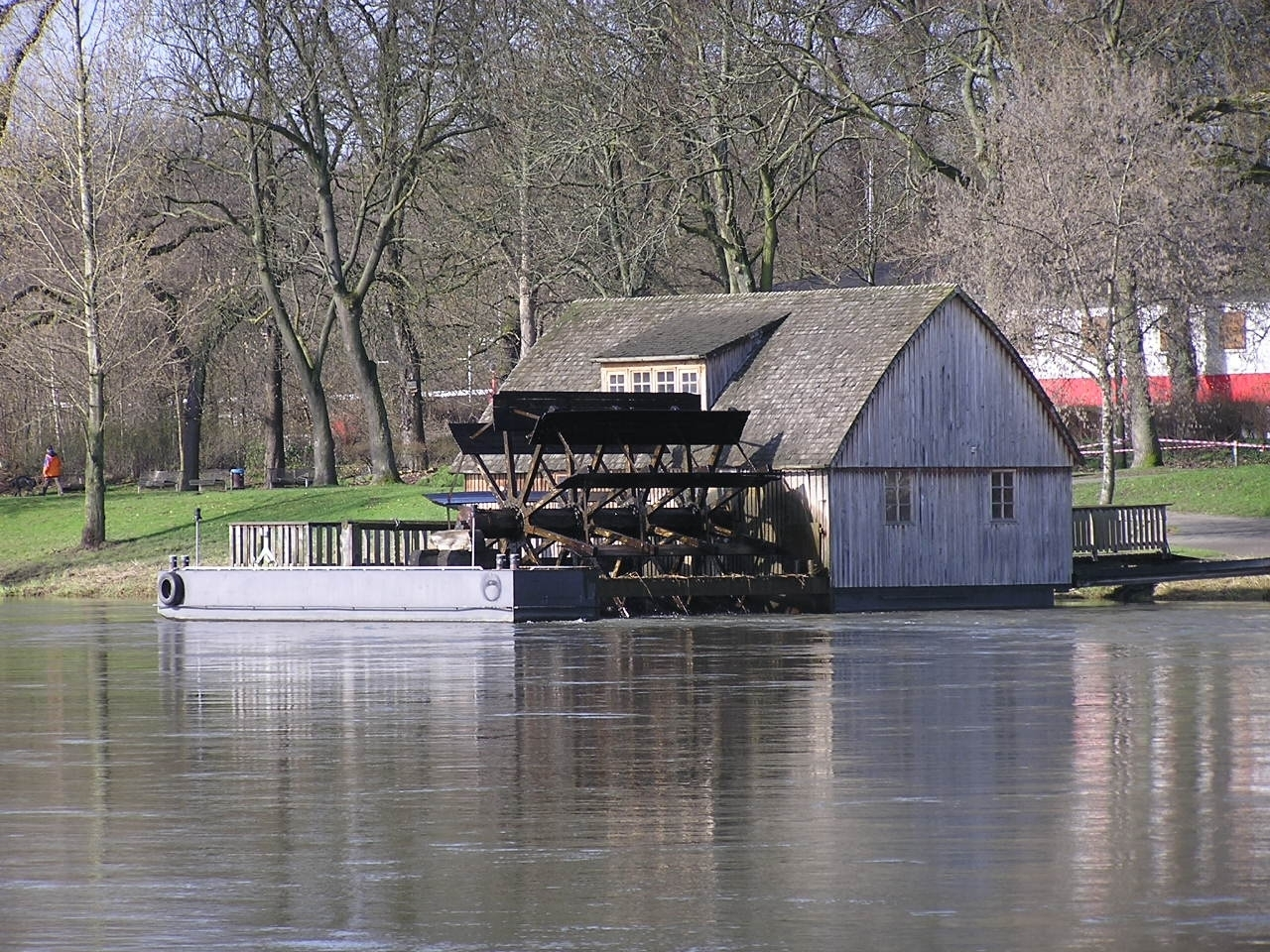
Schipmolen Minden in de Wezer bij Minden, Duitsland met drijver ter ondersteuning van de as van het waterrad

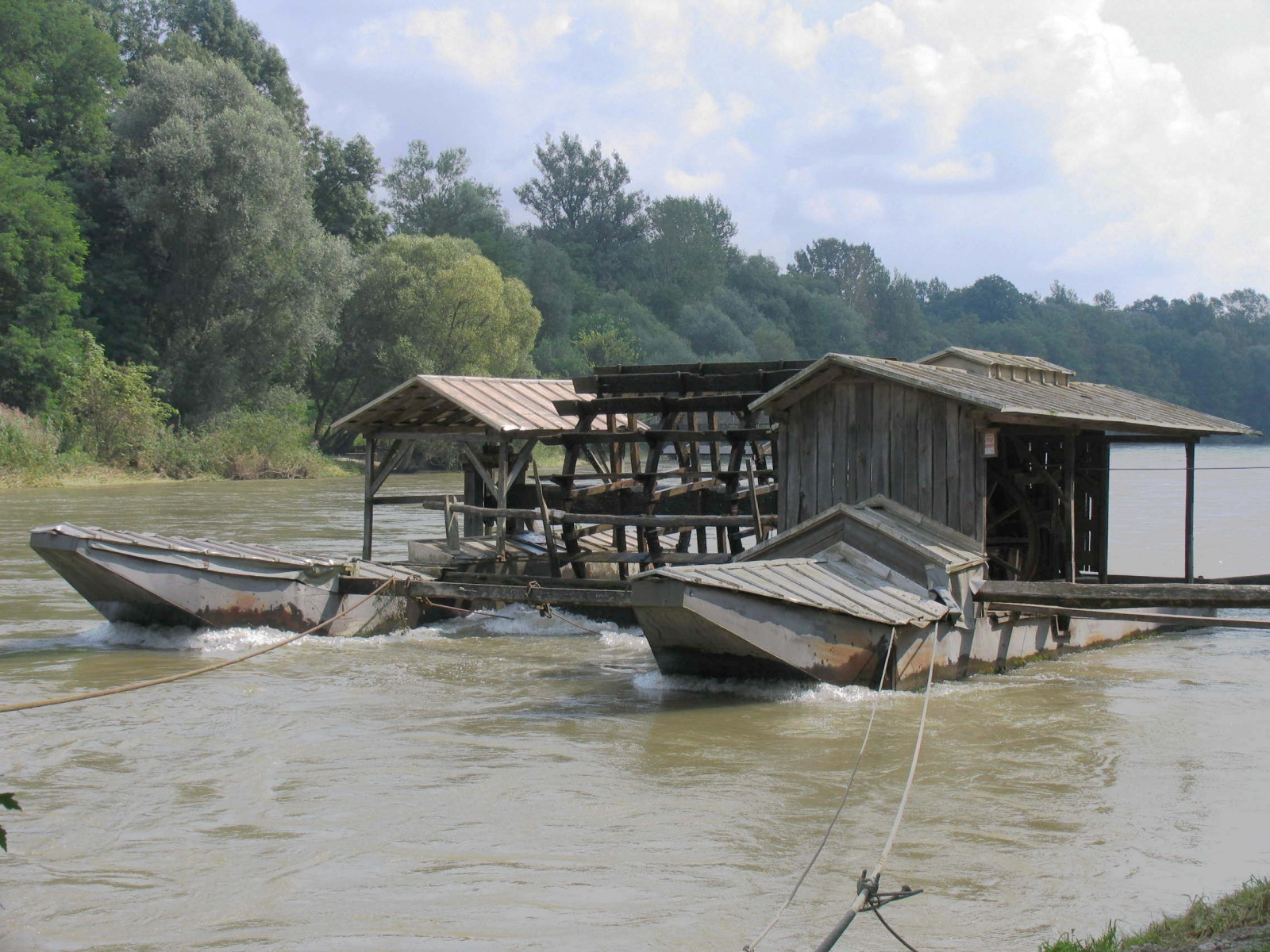
Schipmolen in de Mur bij Veržej, Slovenië

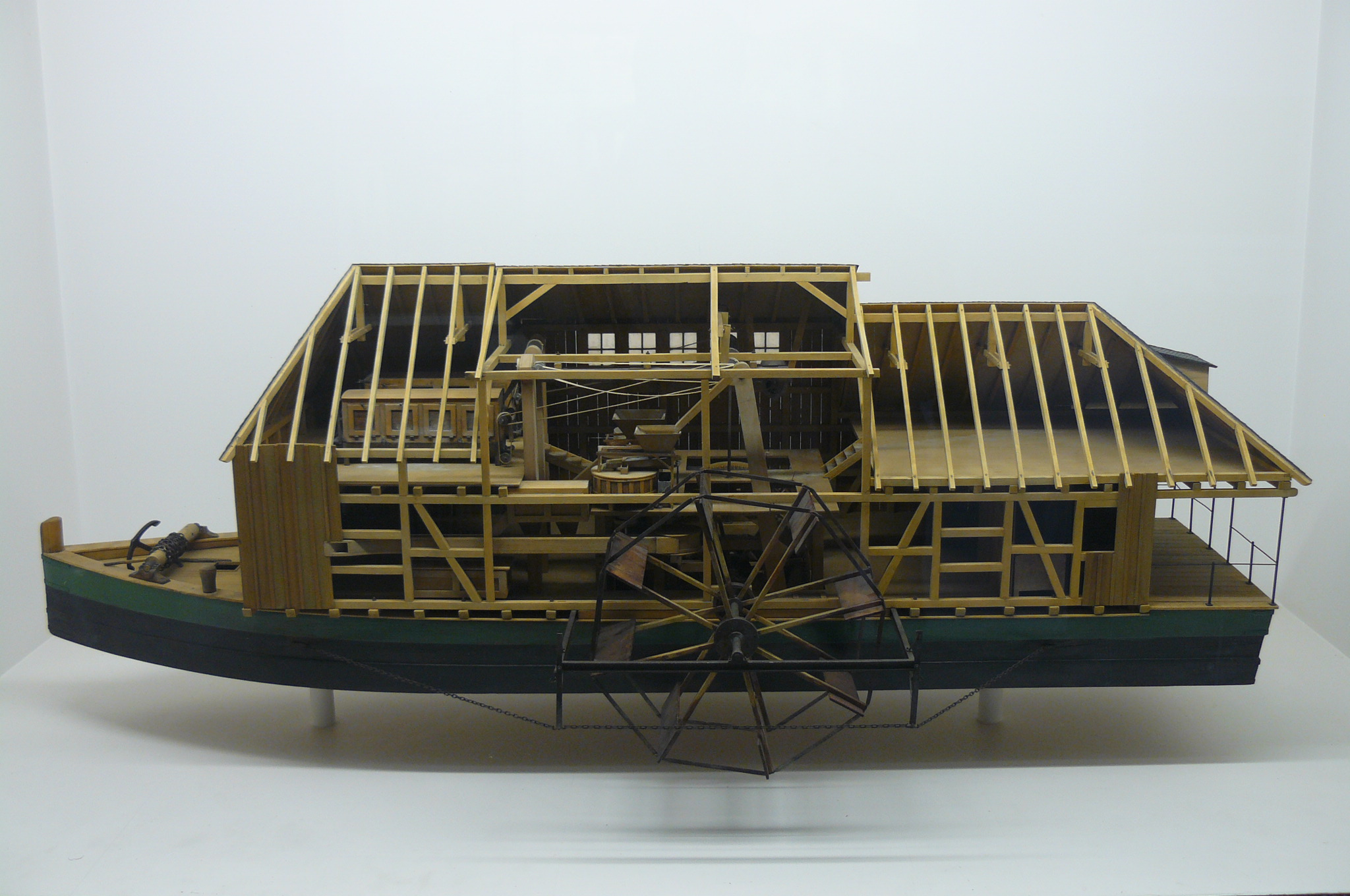
Model Duitse schipmolen uit 1819

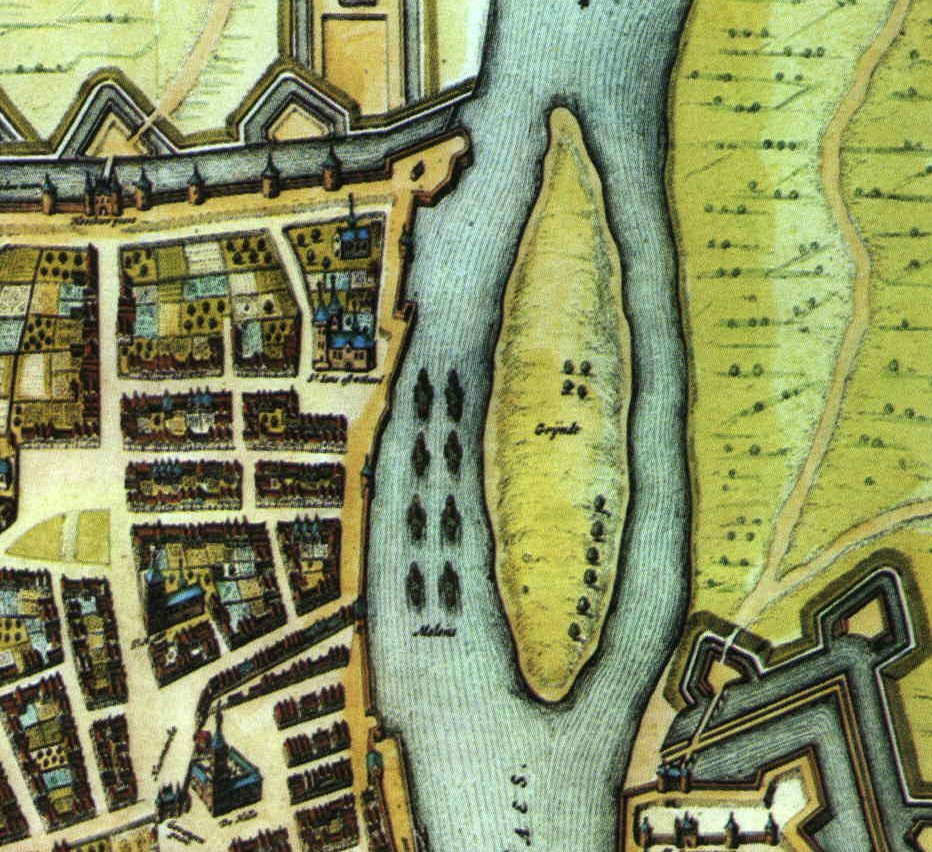
Acht schipmolens in de Maas bij Maastricht, Joan Blaeu Toneel der Steden 1652

Een schipmolen is een watermolen die op een in een rivier verankerd schip ligt en aangedreven wordt door de stroming van het water in de rivier. Bij een molen met een klein waterrad hing dit naast de boot. Bij een groot rad, dat tot 13 meter breed kon zijn, werd het op een tweede punt ondersteund door een drijver.

## Werking
Het waterrad was een onderslagrad dat door de stroming langzaam werd voortbewogen. Een molensteen moet voor een goed maalresultaat echter veel sneller draaien, ongeveer 60 omwentelingen per minuut. Daarom werd er een soort houten versnellingsbak toegepast, waarbij het waterrad het rondsel op een tussenas met aan de andere kant van de tussenas een groot wiel aandreef. Het wiel dreef vervolgens het rondsel van het maalkoppel aan.
Om de stroming goed te kunnen benutten lagen schipmolens zo ver mogelijk naar het midden van de stroom. Bij de passage van een schip werd de schipmolen uit de vaarroute getrokken door de kabels waarmee hij aan de wal verankerd lag, in te halen. Dit gebeurde met handkracht met behulp van een lier of een kaapstander.
Een voordeel van een in een rivier drijvende watermolen was dat er bijna steeds voldoende water was voor de aandrijving van het waterrad. Nadeel was de arbeidsintensieve aan- en afvoer van te bewerken grondstoffen. hoogwater of ijsgang kon catastrofaal uitpakken als de molen niet tijdig in veiligheid was gebracht. De aanwezigheid van een of meer schipmolens kon het scheepvaartverkeer flink hinderen.

## Geschiedenis

### Europa
Schipmolens zijn een doorontwikkeling van een uitvinding van Vitrivius, die leefde in de eerste eeuw. Na de vernieling van de waterlopen die de watermolens voedden door de Ostrogoten tijdens het Beleg van Rome in het jaar 538, besloot generaal Belisarius om schipmolens in te zetten die op de Tiber dreven. Daarmee was de meelvoorziening voor de bevolking beter beschermd tijdens oorlogen. Van hieruit verspreidde de schipmolen zich tijdens de middeleeuwen over West-Europa.
Er zijn in Europa duizenden schipmolens in gebruik geweest. In de tweede helft van de negentiende eeuw was het aantal al sterk afgenomen. De reden daarvoor was de komst van stoomschepen, die veel oponthoud ondervonden van de traag manoeuvrerende schipmolens. De laatste schipmolens waren tot diep in de twintigste eeuw actief. Anno 1982 is in Slowakije en vanaf 2016 zijn in Servië en Slovenië nog enkele op hun oorspronkelijke plaats verankerd. Het zijn nu vooral toeristenattracties. Ook in sommige openluchtmusea is nog een werkend exemplaar aanwezig.

### Nederland
In Nederland met zijn traag stromende rivieren zijn voor zover bekend slechts op zes plaatsen schipmolens in werking geweest. Vanaf de veertiende eeuw waren er molens in de IJssel bij Deventer en in de Maas bij Maastricht. Ook in de Waal bij Nijmegen en bij Tiel hebben schipmolens gelegen. Van Zutphen is bekend dat daar in de vijftiende eeuw een opvolger voor de al aanwezige molen werd gebouwd. De meeste molens waren in Nederland na de zeventiende eeuw verdwenen. Wel is er nog halverwege de negentiende eeuw bij Roermond een graan- pel- en looiwatermolen op een schip in bedrijf geweest. Die werd echter al na twee jaar bij een watersnood vernield.

## Brugmolen
Een brugmolen is een variant op de schipmolen. Het schip met waterrad lag gemeerd aan de pijler van een brug en de maalinrichting bevond zich op de brug.
getijdenmolen ·
handmolen ·
rosmolen ·
schipmolen ·
tredmolen ·
watermolen ·
windmolen ·
watervluchtmolen